# Bungarus sindanus
Espèce
Synonymes
- Bungarus caeruleus sindanus Boulenger, 1897
- Bungarus walli Wall, 1907
- Bungarus sindanus razai Khan, 1985

Bungarus sindanus est une espèce de serpents de la famille des Elapidae.

## Répartition
Cette espèce se rencontre en Inde, au Népal et au Pakistan.

## Liste des sous-espèces
Selon The Reptile Database (7 mai 2015) :
- Bungarus sindanus sindanus Boulenger, 1897
- Bungarus sindanus walli Wall,  1907

## Publications originales
- Boulenger, 1897 : A new krait from Sind (Bungarus sindanus). Journal of the Bombay Natural History Society, vol. 11, p. 73-74 (texte intégral).
- Khan, 1985 : Taxonomic notes on Bungarus caeruleus (Schneider) and Bungarus sindanus Boulenger. The Snake, vol. 17, p. 71-78.
- Wall, 1907 : Notes on Snakes collected in Fyzabad.  Journal of the Bombay Natural History Society, vol. 18, p. 101-129 (texte intégral).